# Montemezzo
Montemezzo – miejscowość i gmina we Włoszech, w regionie Lombardia, w prowincji Como.
Według danych na rok 2004 gminę zamieszkiwało 287 osób, 31,9 os./km².